# 소프트코어 포르노그래피

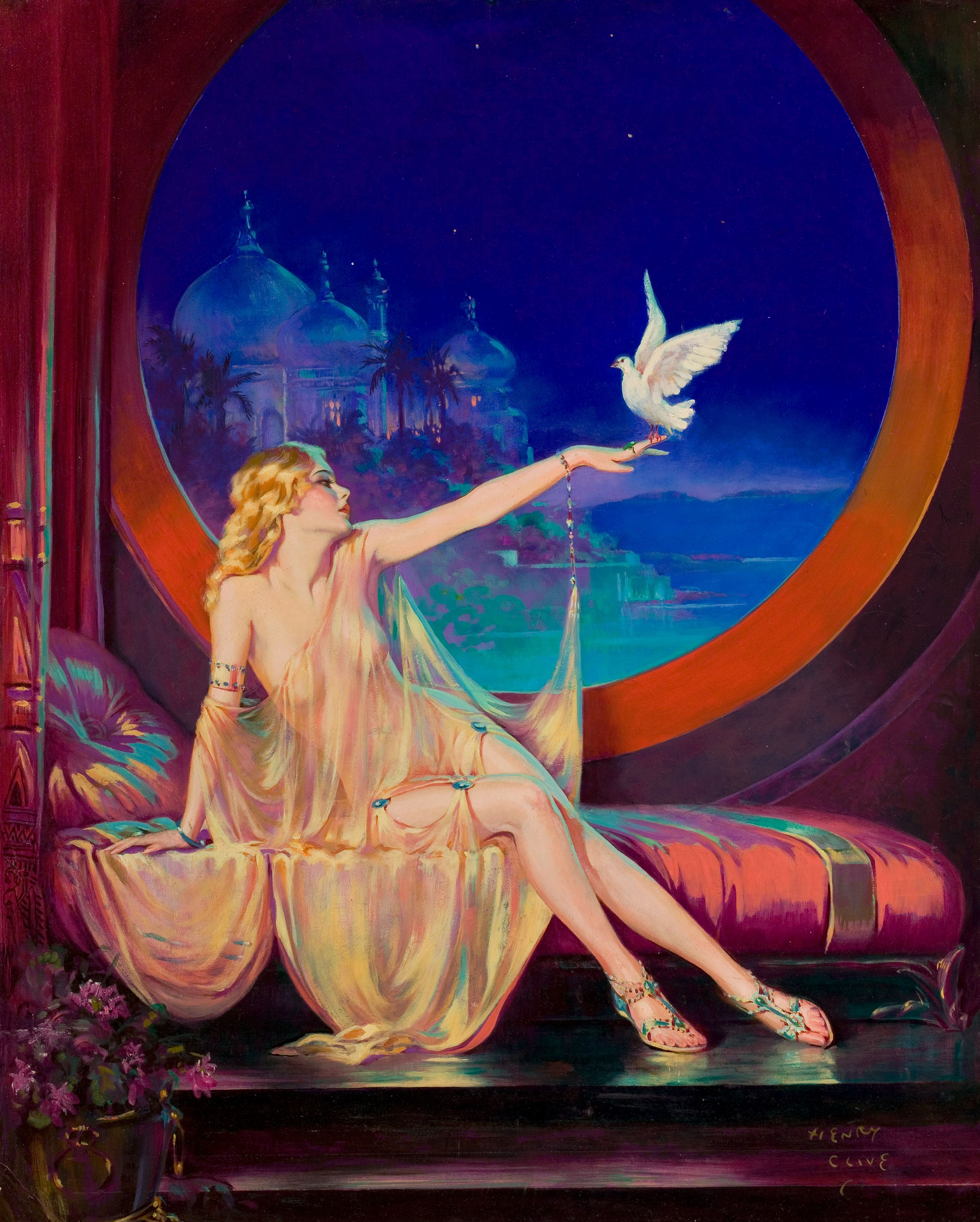
헨리 클라이브의 술타나. 이 판화는 소프트코어 포르노그래피에서 흔히 볼 수 있듯이, 누드를 특징으로 하는 투명한 옷을 입은 여성을 묘사하고 있다.

소프트코어 포르노그래피(softcore pornography) 또는 소프트코어 포르노는 포르노그래피적 또는 에로티카적 요소를 포함하지만 하드코어 포르노그래피보다 성적으로 덜 노골적인 상업적 스틸 사진, 영화, 이미지, 텍스트 또는 오디오 콘텐츠를 의미하며, 성적 삽입 및 기타 성행위가 없다. 일반적으로 누드 또는 반누드의 모델이나 배우가 선정적인 포즈나 장면을 취하며, 성적으로 흥분되는 느낌을 주고 미학적 의미에서 아름다운 것을 목표로 한다.
소프트코어 포르노그래피와 에로 사진 또는 바르가스 걸 핀업과 같은 성애 미술의 구별은 주로 논쟁의 여지가 있다. 주제가 나체일 경우, 이미지는 나체 미술과 구별되어야 하며, 사진은 더 넓은 범주의 누드 사진에 속한다.

## 구성 요소
소프트코어 포르노그래피는 두 사람 간의 성행위 또는 자위행위를 포함할 수 있다. 이는 성적 삽입, 커닐링구스, 펠라티오, 핑거링, 핸드잡, 또는 사정의 명시적인 묘사를 포함하지 않는다. 음경의 발기 묘사는 허용되지 않을 수도 있지만, 이에 대한 태도는 계속 변화하고 있다.
상업적 포르노그래피는 고급 예술적 기준과 열망을 가진 에로티카와 구별될 수 있다.
지나치게 노골적이라고 여겨지는 이미지의 부분은 머리카락이나 의류, 의도적으로 배치된 손이나 기타 신체 부위, 식물, 베개, 가구, 커튼과 같은 예술적으로 배치된 전경 요소, 또는 신중하게 선택된 카메라 각도와 같은 다양한 방법으로 숨겨지거나 가려질 수 있다.
포르노그래피 영화 제작자들은 때때로 특정 영화의 하드코어 버전과 소프트코어 버전을 모두 제작하며, 소프트코어 버전은 성 장면을 덜 노골적으로 보여주거나 다른 기법을 사용하여 불쾌한 요소를 완화한다. 예를 들어, 특정 영화의 소프트코어 버전은 호텔 내 페이퍼뷰 시장을 위해 편집되었을 수 있다.
완전 누드는 현재 여러 잡지뿐만 아니라 사진과 인터넷에서도 흔히 볼 수 있다.

## 규제 및 검열
소프트코어 영화는 일반적으로 하드코어 포르노그래피보다 규제 및 제한이 적으며, 다른 시장을 대상으로 한다. 대부분의 국가에서 소프트코어 영화는 영화 등급을 받을 수 있으며, 일반적으로 제한 등급을 받지만 많은 영화는 무등급으로도 출시된다. 하드코어 영화와 마찬가지로 소프트코어 영화의 가용성은 지역 법률에 따라 달라진다. 또한, 이러한 영화의 상영은 특정 연령(일반적으로 18세) 이상으로 제한될 수 있다. 적어도 한 국가, 독일은 하드코어 및 소프트코어 포르노그래피에 대해 다른 연령 제한을 두고 있는데, 소프트코어 자료는 일반적으로 FSK-16 등급(16세 미만 구매 불가)을 받고 하드코어 자료는 FSK-18(18세 미만 구매 불가) 등급을 받는다. 일부 국가에서는 시네맥스와 같은 일부 채널이 자체 소프트코어 영화 및 TV 시리즈를 제작하는 등 케이블 텔레비전 네트워크에서 소프트코어 영화 방송이 널리 퍼져 있다.
일부 국가에서는 여성의 생식기 이미지가 너무 "상세"하지 않도록 디지털로 조작된다. 한 오스트레일리아 포르노 배우는 다른 나라의 포르노 잡지에 판매된 자신의 생식기 이미지가 다른 나라의 검열 기준에 따라 음순의 크기와 모양을 변경하기 위해 디지털로 조작되었다고 말한다.

## 역사
원래 소프트코어 포르노그래피는 주로 남성 잡지 형태로 정지 사진과 예술 그림(바르가스 걸 등)으로 제시되었으며, 1950년대에는 여성의 유두를 살짝 보여주는 것이 겨우 허용되었다. 1970년대에는 플레이보이, 펜트하우스, 특히 허슬러와 같은 주류 잡지들이 누드를 선보였다.
미국에서 MPAA 등급 시스템이 형성된 후 1980년대 이전에는 다양한 제작비의 수많은 소프트코어 영화가 주류 영화관, 특히 자동차 극장에 개봉되었다. 엠마뉴엘과 《이상한 나라의 앨리스》(1976년 영화)는 로저 이버트와 같은 유명 평론가들로부터 긍정적인 평가를 받았다.

## 같이 보기
- 엣치
- 에로 사진
- 서비스컷
- 섹스플로이테이션